# Ariomma
Ariomma è un genere di pesci ossei marini, unico genere compreso nella famiglia Ariommatidae dell'ordine Scombriformes.

## Distribuzione e habitat
Questa famiglia è distribuita in varie aree oceaniche lontane fra loro come le coste tropicali e subtropicali atlantiche delle Americhe, l'Africa, l'Asia, le Hawaii e le isole Kermadec. Non sono presenti nel mar Mediterraneo né negli altri mari europei. Sono pesci di acqua piuttosto profonde del piano circalitorale e del piano batiale.

## Descrizione
I membri di questo genere sono abbastanza eterogenei come aspetto, accanto a specie affusolate e longilinee come carangidi ve ne sono altre con corpo alto e compresso lateralmente. Le pinne dorsali sono due: la prima è triangolare e composta di raggi spinosi sottili, la seconda bassa con raggi molli. La pinna anale è simile alla seconda dorsale, a cui è opposta, ha 3 raggi spiniformi. Le pinne ventrali e le pinne pettorali sono abbastanza grandi. La pinna caudale è biloba. Sul peduncolo caudale sono presenti due piccole carene carnose per lato..
Ariomma brevimanum è la specie di maggiori dimensioni, raggiunge 80 cm di lunghezza. Le altre specie del genere sono più piccole aggirandosi sui 20–30 cm.

## Specie
- Ariomma bondi
- Ariomma brevimanum
- Ariomma indicum
- Ariomma luridum
- Ariomma melanum
- Ariomma parini
- Ariomma regulus[2].